# Фроли (Пишминський міський округ)
Фроли́ (рос. Фролы) — присілок у складі Пишминського міського округу Свердловської області.
Населення — 58 осіб (2010, 85 у 2002).
Національний склад станом на 2002 рік: росіяни — 99 %.